# Сирдар'я (місто)
Сирдар'я (узб. Sirdaryo, Сирдарё) — місто та адміністративний центр Сирдар'їнського району Сирдар'їнської області Узбекистану.

## Історія
Місто Сирдар'я було утворено на базі однойменної станції та прилеглих селищ, зокрема Самсоново. Статус міста він отримав 1971 року. Нині населення Сирдар'ї становить понад 30 000 осіб.

## Географія
Розташований на лівому березі за 10 км від річки Сирдар'я. Залізнична станція Сирдар'їнська на лінії Ташкент - Хаваст.

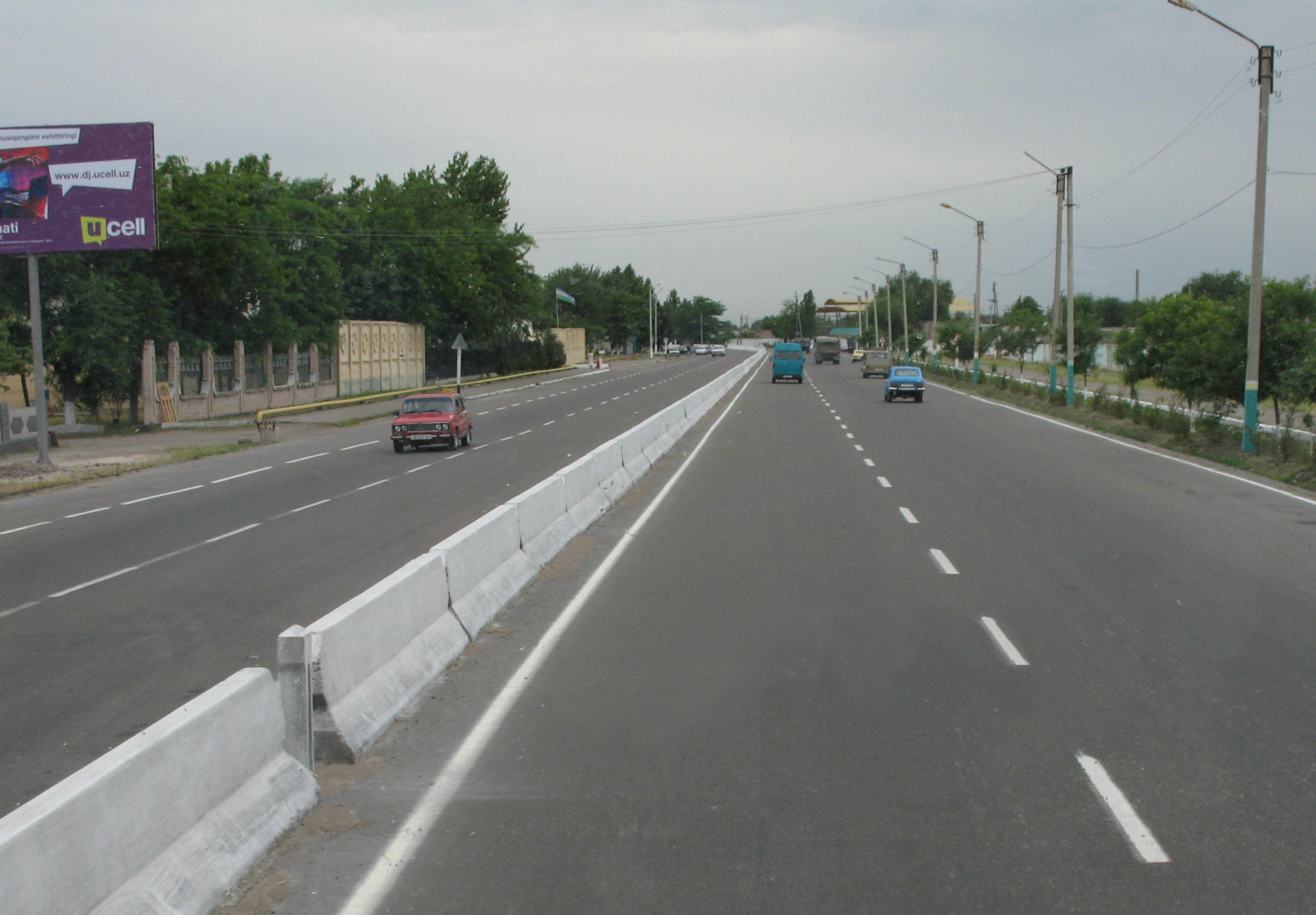
Траса М34.

## Промисловість
Поряд зі столицею області Гулістаном та містом Янгієром займає позицію найбільшого індустріально-промислового центру області.
У місті переважають легка та важка промисловості, а також активно розвиваються тваринництво та землеробство. Крім того, на території міста функціонує кілька хімічних заводів.
Також у зв'язку зі сприятливим розташуванням міста у заплаві річки Сирдар'ї, рибна галузь та мисливське ремесло набули широкого поширення.

## Освіта
Особлива увага приділяється підготовці висококваліфікованих фахівців для закладів вищої та середньо-спеціальної освіти на базі кількох ліцеїв та коледжів, що існують у місті.
Особливий внесок у підготовку кадрів зробила школа №1 міста Сирдар'ї, яка має багату історію та традиції. А також не варто забувати про школу №27, яка також є однією з провідних загальноосвітніх закладів у місті. 

## Спорт
Особливих успіхів жителі Сирдар'ї здобули в галузі спорту, стаючи неодноразовими чемпіонами республіки та міжнародних змагань у таких дисциплінах, як легка атлетика, тхеквондо, футбол, гандбол, дартс, баскетбол, спортивна боротьба та інші. 